# سوتيريس نينيس
سوتيريس نينيس (باليونانية: Σωτήρης Νίνης)‏ (مواليد 3 أبريل 1990 في هيماري) لاعب كرة قدم يوناني يلعب حاليا في نادي باناثينايكوس اليوناني .

## روابط خارجية
- سوتيريس نينيس على موقع الاتحاد الدولي (مؤرشف)  (الإنجليزية)
- سوتيريس نينيس على موقع الاتحاد الأوربي (الإنجليزية)
- سوتيريس نينيس على موقع قاعدة بيانات كرة القدم.إي يو (الإنجليزية)
- سوتيريس نينيس على موقع ليكيب (الفرنسية)
- سوتيريس نينيس على موقع ناشيونال فوتبول تيمز (الإنجليزية)
- سوتيريس نينيس على موقع Soccerway.com (الإنجليزية)
- سوتيريس نينيس على موقع عالم كرة القدم.نت (الإنجليزية)
- سوتيريس نينيس على موقع كووورة
- سوتيريس نينيس على موقع AS.com (الإسبانية)